# نيدركروختن
نيدركروختن هي بلدية في district of Viersen، في شمال الراين-وستفاليا، ألمانيا. تقع تقريباً 15 كم شرق رورموند و15 كم غرب مونشنغلادباخ.